# (2113) Ehrdni
(2113) Ehrdni (1972 RJ2) – planetoida z grupy pasa głównego asteroid okrążająca Słońce w ciągu 3,89 lat w średniej odległości 2,47 au. Odkryta 11 września 1972 roku.